# 斯科特·羅森
斯科特·羅森（英語：Scott Lawson；1981年9月28日—）是一位蘇格蘭橄欖球運動員。他是蘇格蘭國家橄欖球隊的一員，代表蘇格蘭參加了2014年橄欖球六國賽。